# Eleição municipal de Taubaté em 2016
A eleição municipal da cidade brasileira de Taubaté ocorreu em 2 de outubro de 2016 para eleger um prefeito, um vice-prefeito e 19 vereadores para a administração da cidade paulista. O prefeito titular é Bernardo Ortiz Júnior, do Partido da Social Democracia Brasileira (PSDB), que concorre à reeleição. As movimentações pré-campanha ocorrem num contexto de crise política envolvendo um pedido de impeachment do segundo mandato da presidente Dilma Rousseff, do PT.
O contexto político local pôs o resultado final da eleição para prefeito em dúvida, pois o então prefeito e candidato à reeleição Ortiz Júnior teve seu mandato cassado em agosto. Entretanto, o tucano acabou retornando ao cargo pouco tempo após o dia da eleição, pois os recursos interpostos no Tribunal Superior Eleitoral foram aceitos, garantindo também sua candidatura em 2016.
Não houve a necessidade de realizar um segundo turno, pois o eleitorado taubateano, ao contrário da eleição anterior, decidiu seu comando municipal em 1º turno, reelegendo o prefeito Bernardo Ortiz Júnior, do PSDB.

## Regras
No decorrer do ano de 2015, o Congresso Nacional aprovou uma reforma política, que fez consideráveis alterações na legislação eleitoral. O período oficial das campanhas eleitorais foi reduzido para 45 dias, com início em 16 de agosto, o que configurou em uma diminuição pela metade do tempo vigente até 2012. O horário político também foi reduzido, passando de 45 para 35 dias, com início em 26 de agosto. As empresas passaram a ser proibidas de financiarem campanhas, o que só poderá ser feito por pessoas físicas.
A Constituição estabeleceu uma série de requisitos para os candidatos a cargos públicos eletivos. Entre eles está a idade mínima de 21 anos para candidatos ao Executivo e 18 anos ao Legislativo, nacionalidade brasileira, pleno exercício dos direitos políticos, pelo menos um ano de domicílio eleitoral na cidade onde pretende candidatar-se, alfabetização e filiação partidária até o dia 2 de abril de 2016.
A propaganda eleitoral gratuita em Taubaté começou a ser exibida em 26 de agosto e terminou em 29 de setembro. Segundo a lei eleitoral em vigor, caso o candidato mais votado receber menos de 50% +1 dos votos, é estabelecido o sistema de dois turnos; com a existência desta hipótese, a propaganda eleitoral gratuita voltaria a ser exibida em 15 de outubro e terminaria em 28 de outubro, entretanto, a eleição municipal na cidade acabou sendo decidida já em primeiro turno com a reeleição do prefeito Ortiz Júnior.

## Candidaturas
O prazo para os partidos políticos realizarem as convenções partidárias destinadas à definição de coligações e escolha dos candidatos aos cargos de prefeito, vice-prefeito e vereador iniciou em 20 de julho e encerrou no dia 05 de agosto. Já o prazo para protocolar o registro de candidatura dos escolhidos nas convenções se encerrou em 15 de agosto. Nesta eleição, sete partidos lançaram candidatos à prefeitura municipal. .
|  | Nº | Candidato(a) a prefeito | Candidato(a) a prefeito                                          | Candidato(a) a vice-prefeito | Candidato(a) a vice-prefeito                                          | Coligação | Duração da propaganda eleitoral |
|  | -- | ----------------------- | ---------------------------------------------------------------- | ---------------------------- | --------------------------------------------------------------------- | --- | ------------------------------- |
|  | 13 |                         | Isaac do Carmo (PT) Isaac Jarbas Mascarenhas do Carmo            |                              | Alessandra Freitas (PT) Alessandra Freitas de Moraes Urias dos Santos | Partido não coligado - Partido dos Trabalhadores (PT) | 1 minuto e 33 segundos          |
|  | 15 |                         | José Antônio Saud (PMDB) Jose Antônio Saud Junior                |                              | João Carlos Menezes (PMDB) João Carlos de Moura Menezes               | "Todos por Taubaté" - Partido do Movimento Democrático Brasileiro (PMDB) - Partido Trabalhista do Brasil (PTdoB) - Partido Ecológico Nacional (PEN) - Partido Trabalhista Cristão (PTC) | 1 minuto e 41 segundos          |
|  | 23 |                         | Pollyana Gama (PPS) Pollyana Fátima Gama Santos                  |                              | Rubens Fernandes (PRB) Benedito Rubens Fernandes de Almeida           | "Juntos Taubaté acontece" - Partido Popular Socialista (PPS) - Partido Republicano Brasileiro (PRB) - Partido Comunista do Brasil (PCdoB) - Partido Trabalhista Nacional (PTN) - Partido Verde (PV) - Partido Social Liberal (PSL) | 1 minuto e 15 segundos          |
|  | 27 |                         | Donizeti Lousada (PSDC) José Donizeti Lousada                    |                              | Enilson de Castro (PSDC) Enilson de Castro                            | Partido não coligado - Partido Social Democrata Cristão (PSDC) | 11 segundos                     |
|  | 35 |                         | Vera Saba (PMB) Vera Lucia Santos Saba                           |                              | Nelson Binotto (PMB) Nelson Binotto de Paula                          | "Taubaté merece mais" - Partido da Mulher Brasileira (PMB) - Partido Renovador Trabalhista Brasileiro (PRTB) | 11 segundos                     |
|  | 45 |                         | Bernardo Ortiz Júnior (PSDB) José Bernardo Ortiz Monteiro Junior |                              | Edson Oliveira (PSD) Edson Aparecido de Oliveira                      | "Taubaté que a gente quer" - Partido da Social Democracia Brasileira (PSDB) - Partido Social Democrático (PSD) - Partido Progressista (PP) - Partido Socialista Brasileiro (PSB) - Partido da República (PR) - Democratas (DEM) - Partido Democrático Trabalhista (PDT) - Partido Trabalhista Brasileiro (PTB) - Solidariedade (SD) - Partido Republicano da Ordem Social (PROS) - Partido Social Cristão (PSC) - Partido Humanista da Solidariedade (PHS) - Partido Republicano Progressista (PRP) | 4 minutos e 52 segundos         |
|  | 50 |                         | Sílvio Prado (PSOL) Silvio Carlos da Silva Prado                 |                              | João Batista Palma (PSOL) João Batista da Palma                       | Partido não coligado - Partido Socialismo e Liberdade (PSOL) | 15 segundos                     |

## Pesquisas

### Primeiro turno
| Data                         | 24/08/2016 | 26/09/2016 | 30/09/2016 | 30/09/2016           |
| Instituto                    | Mind       | Mind       | Mind       | Mind (votos válidos) |
| Fonte                        | [ 21 ]     | [ 22 ]     | [ 23 ]     | [ 24 ]               |
| ---------------------------- | ---------- | ---------- | ---------- | -------------------- |
| Bernardo Ortiz Júnior (PSDB) | 19%        | 38%        | 41%        | 56%                  |
| Pollyana Gama (PPS)          | 25%        | 22%        | 17%        | 24%                  |
| José Antônio Saud (PMDB)     | 2%         | 6%         | 8%         | 12%                  |
| Isaac do Carmo(PT)           | 8%         | 5%         | 3%         | 4%                   |
| Vera Saba(PMB)               | 3%         | 2%         | 2%         | 2%                   |
| Sílvio Prado(PSOL)           | 1%         | 1%         | 1%         | 1%                   |
| Donizeti Lousada (PSDC)      | 0%         | 1%         | 1%         | 1%                   |
| Brancos ou Nulos             | 20%        | 12%        | 13%        |                      |
| Indecisos                    | 22%        | 15%        | 14%        |                      |

## Resultados

### Prefeito
| Candidato(a)                 | Vice                       | 1º turno 2 de outubro de 2016 | 1º turno 2 de outubro de 2016 |
| Candidato(a)                 | Vice                       | Total                         | Percentagem                   |
| ---------------------------- | -------------------------- | ----------------------------- | ----------------------------- |
| Bernardo Ortiz Júnior (PSDB) | Edson Oliveira (PSD)       | 74.689                        | 50,45%                        |
| Pollyana Gama (PPS)          | Rubens Fernandes (PRB)     | 36.006                        | 24,35%                        |
| José Antônio Saud (PMDB)     | João Carlos Menezes (PMDB) | 23.742                        | 16,06%                        |
| Isaac do Carmo (PT)          | Alessandra Freitas (PT)    | 8.426                         | 5,70%                         |
| Silvio Prado (PSOL)          | João Batista Palma (PSOL)  | 2.259                         | 1,53%                         |
| Vera Saba (PMB)              | Nelson Binotto (PMB)       | 1.496                         | 1,01%                         |
| Donizeti Lousada (PSDC)      | Enilson de Castro (PSDC)   | 1.339                         | 0,91%                         |
| Total de votos válidos       | Total de votos válidos     | 147.857                       | 86,20%                        |
| → Votos em branco            | → Votos em branco          | 8.007                         | 4,67%                         |
| → Votos nulos                | → Votos nulos              | 15.670                        | 9,14%                         |
| Total                        | Total                      | 171.534                       | 77,00%                        |
| Abstenções                   | Abstenções                 | 51.229                        | 23,00%                        |
| Total de inscritos           | Total de inscritos         | 222.763                       | 100%                          |

| Partido | Partido | Candidato             | Votos   | Votos (%) |
| ------- | ------- | --------------------- | ------- | --------- |
|         | PSDB    | Bernardo Ortiz Júnior | 74 589  | 50,45%    |
|         | PPS     | Pollyana Gama         | 36 006  | 24,35%    |
|         | PMDB    | José Antônio Saud     | 23 742  | 16,06%    |
|         | PT      | Isaac do Carmo        | 8 426   | 5,7%      |
|         | PSOL    | Silvio Prado          | 2 259   | 1,53%     |
|         | PMB     | Vera Saba             | 1 496   | 1,01%     |
|         | PSDC    | Donizeti Lousada      | 1 339   | 0,91%     |
| Totais  | Totais  | Totais                | 147 857 |           |

### Vereadores
| Candidato(a)           | Partido | Nº    | Votação | Votação     |
| Candidato(a)           | Partido | Nº    | Total   | Porcentagem |
| ---------------------- | ------- | ----- | ------- | ----------- |
| Alexandre Villela      | PTB     | 14123 | 6.598   | 4,68%       |
| Graça Oliveira         | PSD     | 55999 | 3.723   | 2,64%       |
| Rodson Lima Júnior     | PV      | 43210 | 3.602   | 2,56%       |
| Diego Fonseca          | PSDB    | 45800 | 3.526   | 2,50%       |
| Douglas Alberto Santos | PCdoB   | 65500 | 3.470   | 2,46%       |
| Rodrigo Luís Silva     | PSDB    | 45045 | 3.406   | 2,42%       |
| José Antonio Angelis   | PSDB    | 45046 | 2.557   | 1,81%       |
| Gorete Toledo          | DEM     | 25250 | 2.228   | 1,58%       |
| José Nunes Coelho      | PRB     | 10123 | 2.224   | 1,58%       |
| Luiz Henrique Abreu    | PDT     | 12444 | 2.106   | 1,49%       |
| Augusto Cesar Cortez   | PR      | 22222 | 2.002   | 1,42%       |
| Henrique Ramos         | PV      | 43050 | 1.802   | 1,28%       |
| João Marcos Vidal      | PSB     | 40123 | 1.782   | 1,26%       |
| Orestes Vanone         | PV      | 43222 | 1.771   | 1,26%       |
| Viviane Aquino         | PSC     | 20000 | 1.647   | 1,17%       |
| Jessé Silva            | SD      | 77890 | 1.508   | 1,07%       |
| Noilton Ramos          | PPS     | 23456 | 1.383   | 0,98%       |
| Loreny Caetano         | PPS     | 23025 | 1.260   | 0,89%       |
| Ronaldo Franco         | PTN     | 19190 | 1.250   | 0,89%       |